# 상행위
상행위(商行爲)란 기업의 조직을 기초로 하여 수행되는 각종의 기업의 영업 활동을 말하며, 이를 규율하는 것을 상행위법이라 한다. 상행위의 개념은 18세기부터 19세기에 걸쳐서 프랑스, 특히 프랑스 혁명에 의해서 생겨났다. 그때까지의 상법은 상인이라고 하는 신분에 속하는 자에게 적용되는 법, 즉 계급법이었다. 이러한 신분이라고 하는 사고방식은 프랑스혁명으로 탄생한 자유의 정신, 특히 영업의 자유와 상존할 수 없었다. 그러나 상법을 폐지해 버리는 것은 망설여졌다.

## 총설

### 상행위법
우리 상법전(商法典)은 다른 대륙법제의 그것과 마찬가지로 기업주체(企業主體)인 상인(商人)과 기업 거래활동(企業去來活動)인 상행위(商行爲)라는 두 개념을 기본으로 하여 구성되어 있다. 즉 상법전 1편과 3편은 상인과 상인의 일종인 회사에 대한 규정이고, 2편이 상행위에 대한 규정이다. 보험은 본래 상행위로서 구법에서는 상행위편 속에 규정하였으나 보험은 사회성과 단체성의 특성 때문에 다른 법과는 다른 법리(法理)에 따르는 경우가 많고 또 보험법규정은 그 자체로 통일된 규정을 갖고 있으므로 4편으로 분리되었고, 해상기업(海上企業)에 관하여서는 그의 특수성에 비추어서 5편에 따로 통일적 규정을 두고 있다. 여기에서 상행위법이란 상법 2편의 상행위 규정을 말하고 형식적 의미의 상행위법이라 한다. 상행위법을 실질적 의미에서 보면 상법전 이외의 많은 기업거래에 관한 법을 모두 포괄하는 것이나. 실정상법(實定商法)에 모든 기업형태를 빠짐없이 규정할 수 없는 것이고 다만 거래당사자(去來當事者)의 권리·의무관계에 특수한 법적 조정(法的調整)이 필요한 것만 취해 규정하면 족하기 때문에 실질적 의미의 상행위법과 형식적 의미의 상행위법(2편)은 일치하지 아니한다. 여기에서는 형식적 의미의 상행위법을 개관한다.

### 상행위 통칙
현행 상법상의 상행위법(2편)에는 1장에 상행위의 통칙(通則)을 규정하고 민법상의 원칙에 대한 특칙으로서 상행위의 대리·위임·상사시효(商事時效)·상사유치권(留置權)·유질계약·상사채권관계 등에 관하여 규정하고 있다. 또 유가증권 규정은 준용규정을 두고 있으나 이것은 입법론상 타당하다고 할 수 없겠다. 한편 2장의 매매(賣買), 3장의 상호계산(相互計算), 4장의 익명조합(匿名組合)의 규정은 별개의 장으로 분리하고 있으나, 이것은 성질상 별개의 장으로 분리하고 있으나, 이것은 성질상 별개의 상행위로서 분리되는 것이 아니라 1장의 통칙과 마찬가지로 모든 기업거래에 공통되는 특칙이므로 상행위에 관한 총칙적 규정(總則的規定)이라 볼 것이다.

### 상행위
상행위는 실질적인 의미로서는 영리에 관한 행위이고 형식적 의미로는 상법과 특별법에 상행위로 규정된 행위를 말한다. 어떠한 행위를 상행위로 규정할 것인가 하는 입법주의에는 ① 상인의 개념을 먼저 정하고 그 상인이 영업으로 하는 행위를 상행위로 하는 '주관주의(主觀主義)', ② 행위의 주체(主體)는 누구이든지 불문하고 행위의 객관적인 성질만을 보아 상행위를 결정하는 '객관주의(客觀主義)', ③ 위의 양주의를 절충한 '절충주의(折中主義)'의 세 가지가 있다. 우리 상법은 구법(舊法)상의 절대적 상행위를 폐지하였으므로 학설에 이견이 있으나 주관주의 입법에 접근한 것이다. 한편 상행위는 재산상의 행위에 한하고 신분상의 행위는 포함하지 아니하며 채권법적인 행위로서 거래한 목적물의 소유권 이전과 같은 물권행위(物權行爲)는 그 거래의 이행(履行)으로 이루어지는 것에 불과하다. 상행위는 기본적 상행위와 보조적 상행위 일방 상행위와 쌍방적 상행위 및 준상행위로 분류한다.
재화의 교환행위

### 기본적 상행위
상인 개념을 정하는 기초가 되는 상행위로서 이것을 영업으로 즉 영리목적으로 반복 계속하는 때 이 행위를 기본적 상행위라 한다. 상법은 46조에 22종의 상행위를 열거하여 이 행위를 영업으로 하는 경우 기본적 상행위가 되는 것으로 규정하였다. 구법상의 절대적 상행위는 폐지하였다. 또 이 22종의 상행위를 예시규정으로 보자는 견해도 성립할 수 있으나 의제상인의 규정(5조)과 관련하여 생각할 때 이 규정은 제한 규정이라고 해석한다. 그러나 이러한 행위를 하는 경우라 하더라도 오로지 임금을 받을 목적으로 물건을 제조하거나 노무에 종사하는 행위는 상행위가 되지 아니한다(46조 본문단서).

### 보조적 상행위
상인자격을 갖는 자가 영업을 위하여 하는 행위, 즉 영업을 위한 수단으로 하는 행위를 보조적 상행위라 하고(47조) 상행위의 통칙을 적용한다. 이것은 상인자격을 전제로 하여 그 행위에 상행위성을 인정한 것이다. 이런 행위는 직접으로 영업을 위한 것 외에도 영업에 관련되고 또는 영업에 편의를 가져 오는 행위도 포함한다. 가령, 물건의 매매를 영업으로 하는 상인이 자금을 은행으로부터 대출받는 행위는 보조적 상행위에 속한다. 그러나 자연인(自然人)인 행위가 영업을 위하여 하는 것인지 가정의 사생활을 위한 것인지 불명한 때가 있을 것이므로 상법은 상인의 행위는 우선 영업을 위한 것으로 추정한다고 규정하였다(47조 2항). 행위의 성질이 영업과 상관없는 것이 명백한 때, 예컨대 혼인이나 양자와 같은 신분행위에는 이런 추정은 성립할 수 없다.

#### 판례
상인이 그의 영업을 위하여 근로자와 체결하는 근로계약은 보조적 상행위에 해당한다고 하더라도, 근로자의 근로계약상의 주의의무 위반으로 인한 손해배상청구권은 상거래 관계에 있어서와 같이 정형적으로나 신속하게 해결할 필요가 있다고 볼 것은 아니므로 특별한 사정이 없는 한 5년의 상사 소멸시효기간이 아니라 10년의 민사 소멸시효기간이 적용된다.

### 일방적 상행위
그 행위가 당사자 중의 일방에 대해서만 상행위가 되는 행위, 예컨대 소매상과 일반 소비자와의 거래를 일방적 상행위라 한다. 상법은 이 일방적 상행위에 대해서도 쌍방에 모두 상법을 적용하고 또한 일방의 당사자가 수인(數人)이 있는 때는 그 중 한 사람에 대하여서 상행위가 되는 때에도 이들 전원에게 상법을 적용하도록 하고 있다(3조). 따라서 상법의 적용범위는 확대되고 있다.

### 쌍방적 상행위
당사자의 쌍방에 대하여 상행위가 되는 경우 이를 쌍방적 상행위라 한다. 도매상과 소매상간의 거래가 이것에 해당한다. 이 경우 당사자에 모두 상법을 적용할 것임은 당연하다.

### 준상행위
점포나 그와 유사한 설비에 의하여 영업을 하는 자는 상행위를 하지 아니하더라도 상인으로 의제(擬制)되는데(5조 1항), 이 의제상인의 행위는 형식적 의미의 상행위는 아니라 하더라도 상행위 규정을 준용한다(66조). 이러한 의제상인의 영업행위를 준상행위라 한다. 이런 것에는 수산업자나 민사회사(民事會社)가 하는 영업행위가 포함된다. 그러나 상법은 민사회사라도 상인으로 의제하므로(5조), 민사회도 결국은 상인이고 그 영업으로 하는 행위도 당연히 상행위가 되어야 할 것이므로 이 준상행위란 규정은 주의규정에 불과한 것이다.

### 상행위의 대리
상행위에는 신속성과 안전성이 요구되므로, 상행위의 대리에 관해 대리인이 본인을 위한 행위임을 표시 아니한 때나 또는 상대방이 본인을 위하여 하는 것임을 모르는 때라 하더라도 그 행위의 법적 효과는 본인에게 미치도록 특칙을 두어(48조) 민법상의 대리 현명주의(顯名主義)를 배제하고 있다. 그러나 어음·수표행위는 상행위인 경우에도 외관존중(外觀尊重)의 요칭 때문에 다시 현명주의를 취한다. 또한 상행위의 위임에 의한 대리권은 당연한 상속인의 대리인으로 되게 하여 민법(민 690조)에 대한 특칙을 두고 있다.

### 상행위의 위임
상행위의 수임자(受任者)는 위임의 본지(本旨)에 반하지 않는 범위 내에 있어서는 위임을 받지 아니한 행위도 할 수 있다(49조). 민법상의 위임은 '위임의 본지에 따라 선량한 관리자의 주의로써 위임사무를 처리하여야 한다(민 681조)'고 하였으므로, 상행위의 위임은 그 일반원칙에 대한 확장규정 또는 특칙이라는 해석도 있으나, 민법상의 일반원칙을 합리적으로 해석하면 상행위의 위임규정과 차이가 없는 것이라 할 수 있다. 그러므로 상행위의 위임규정은 민법상의 위임의 취지를 명백히 하고 나아가 거래의 신속을 도모하는 주의규정이라 할 수 있다.

### 상사법정이자
민법상의 소비대차는 특약이 없는 한, 무이자(無利子)이고 또 타인을 위하여 금전을 체당(替當)하여도 당연히 이자청구를 할 수는 없으나, 상법은 영리활동을 목적으로 하는 상인에 대하여서는 그 행위의 유상성(有償性)의 원칙상 상인간의 금전소비대차나 체당금 지급에 대하여 법정이자를 청구할 수 있도록 규정하였다(55조). 또한 상인에게는 늘 자금의 수요가 있고 원금(元金)의 수익성도 큰 것이므로 상행위로 발생한 채무에 대하여 연 6푼의 법정이율을 인정하여 민법상의 법정이율(연 5푼)에 대한 특칙을 두고 있다.

### 상사유치권
상법은 상인간의 상행위로 인한 채권에 관하여 민법상의 일반유치권(민 320조)의 요건을 변경하여 채권자 보호를 강화하고 거래의 원활과 안전을 도모하고 있다(58조). 이것을 상사유치권이라 하는데 민사유치권과는 그 기원이나 목적을 달리 한다. 즉 민사유치권은 로마법(Roma法)에 그 기원을 두고 있으나 상사유치권은 중세 이탈리아의 상업도시에서 시행된 상관습(商慣習)에서 유래한 것이다. 따라서 상사유치권의 범위는 상거래(商去來)의 필요 즉 신용거래의 필요와 개별적인 담보설정의 번거로움을 회피할 필요성 등의 요청 때문에 민사유치권보다 훨씬 더 확장되어 인정된다. 이것은 종류로는 일반상사유치권으로서 상인간의 유치권(58조)이 있고 특별상사유치권으로서 대리상(91조), 위탁매매인(委託賣買人)(111조), 준위탁판매인(113조), 운송주선인(運送周旋人)(120조), 육상운송인(147조) 및 해상운송인(800조)의 유치권이 있다. 상사유치권의 특별한 효력으로는 민사유치권이 파산재단(破散財團)에 대하여서는 효력을 잃게 됨에 반하여 이것은 파산재단에 대하여 특별한 우선특권(優先特權)으로 인정되는(파산 84조) 점을 들 수 있다.

### 상사채권의 소멸시효
상행위로 인한 채권은 상법에 다른 규정이 있는 때, 또는 다른 법령에 단기시효(短期時效) 규정이 있는 때 이외에는 5년간 이를 행사하지 아니하면 소멸시효가 완성한다(64조). 이것은 상거래의 신속한 결제를 위하여 민법상의 채권의 소멸시효기간인 10년보다 단축한 특칙으로 규정한 것이다.

### 목적물 검사·통지의무
상인 사이의 매매에 있어서 매수인은 목적물을 수령한 때에는 지체 없이 검사하고 하자(瑕疵)나 수량의 부족이 있음을 발견하면 곧 매도인에게 그에 대한 통지를 발송하여야 한다. 그렇게 하지 못한 경우에는 매도인이 그 하자나 수량부족을 알고 있는 때를 제외하고는 매수인은 그 하자나 수량부족을 이유로 계약의 해제 또는 대금의 감액(減額)이나 손해배상의 청구를 할 수 없다(69조 1항). 이것은 매도인을 보호하기 위한 것으로 상거래에 있어서는 신속성이 중요하므로 매도인이 장기간 불안정한 지위에 있게 되는 것을 방지하는 데에 뜻이 있다. 상법은 상인간의 매매에 관하여 이와 같이 상거래의 신속한 결제의 필요성과 매수인의 직업적 지식이 충분한 것임을 기본으로 민법에 대한 특칙을 둔 것이다. 매수인이 하는 통지방법에는 제한이 없으므로 서면이거나 구술이거나 상관 없으나 이 통지의무를 규정한 입법 취지를 감안하여 통지내용이 막연한 것이어서는 아니 되고 또한 통지는 발신만 하면 되므로(발신주의) 매도인에게 반드시 도달하여야 효력이 생기는 것은 아니다.

### 상호계산
상인 사이에 또는 상인과 비상인 사이에 상시 거래(常時去來)가 있는 경우에 일정기간 내에 행한 거래로 발생한 채권과 채무의 총액에 대하여 상계(商計)라 하고 그 잔액을 지급할 것을 약정하는 계약을 상호계산이라 한다(72조). 상호계산은 일정기간 계속적인 거래 관계가 있는 경우에 한하므로 그 대표적인 예는 은행의 당좌수표계약 및 상호계산계약을 체결하고 은행은 예금반환 채무와 당좌수표 지급시의 상환청구권과를 차감계산(差減計算)하여 그 잔액을 지급하는 것이다. 이때의 상계할 일정기간을 상호계산기간이라 하고 당사자가 이 기간을 약정하지 아니한 때에는 6개월로 정한다(74조). 상호계산계약이 성립하면 그 기간 내의 거래로부터 발생한 채권·채무는 당연히 상호계산 속에 편입되어 그 독립성과 개성(個性)을 상실하고 계산기(計算期)에 이르러 일괄 상계될 때까지 정지상태로 있게 되므로 채권자는 각 채권을 개별적으로 행사할 수 없다(상호계산 불가분의 원칙).

### 익명조합의 효과
익명조합(당사지의 일방)은 계약으로 약정한 출자의무(出資義務)를 부담하는데(78조) 이 출자는 신용이나 노무(勞務)로서 하는 출자가 아니라 재산 출자에 한한다(86조, 272조). 출자된 재산은 원칙적으로 영업자의 재산으로 된다(79조). 한편 익명조합원은 이익의 분배를 받을 권리를 갖고 있으나(78조) 특약이 없는 한 손실부담의 의무는 지지 아니한다. 다만, 상법은 일반적인 경우를 예상하여 손실분담의 특약이 있는 경우 손실이 발생한 때는 그 전보(塡補) 후가 아니면 이익분배의 청구를 할 수 없게 하고 있다(82조). 또한 익명조합원은 영업에 참여하여 업무를 집행할 권리·의무는 없으나 그의 감시권(監視權)은 가지고 있다(86조, 277조). 익명조합원은 영업자의 행위에 관하여 제3자에 대하여 책임을 지지 아니하나 예외로서 자기 성명을 영업자의 상호 중에 사용할 것을 승낙한 때에는 거래의 상대방을 보호하기 위해 영업자와의 연대책임을 지도록 하였다(81조).

## 각종 상행위
상행위법에 있어서는(상법 2편) 4장 익명조합까지의 규정은 상행위 일반에 관한 총칙적 규정이고, 5장 대리상 이하 11장 창고업까지의 규정은 구체적인 기업거래 및 이에 관련되는 사항의 특수한 법규정이므로 각종의 상행위로서 기업법의 각론(各論)의 의미를 갖게 된다. 상행위편에 예시된 각개의 기업유형(企業類型)은 5장의 대리상, 6장의 중개업(仲介業), 7장의 위탁판매업(委託販賣業), 8장의 운송주선업(運送周旋業) 9장의 운송업(運送業), 10장의 공중접객업(公衆接客業), 11장의 창고업 등으로서, 이것은 이러한 기업의 특수한 거래현상에 착안하여 개체의 권리·의무 관계에 대하여 특수한 법기술적 해결의 기준을 예시한 것이지 실질적 의미의 기업거래 유형을 이것으로 제한하는 것이 아니다.

### 대리상
대리상이라 함은 상업사용인이 아니면서 일정한 상인을 위하여 늘 그 영업부류에 속하는 거래인을 위하여 거래의 대리 또는 중개를 하므로 불특정 다수인을 보조하는 중개업 또는 위탁 매매업과 다르고 일정한 상인과 계속적 관계에 있어야 하므로 개개의 행위를 보조하는 데 그치는 대리인과도 다르며 그 자신 독립한 상인으로서 본인의 기업 외부에서 본인을 보조하는 자이다. 대리상은 거래의 대리를 하는 계약대리상(契約代理商)과 중개대리상으로 분류할 수 있다. 이 제도는 19세기 후반 이래의 경제발전과 외국무역의 증대에 따라 발달한 것으로 1897년 독일 상법에 최초로 입법된 것이다. 상법은 대리상에 관하여 다음과 같은 특칙을 두고 있다. ① 대리상은 거래의 대리·중개를 한 때에는 지체 없이 본인에게 통지를 해야 하고(88조), ② 본인의 허락 없이 자기 또는 제3자의 계산으로 본인의 영업부류에 속한 거래를 하거나 동종영업을 목적으로 하는 회사의 무한책임사원이나 이사가 될 수 없고(89조), ③ 다른 특약이 없으면 독특한 대리상의 유치권(留置權)을 가지며(91조), ④ 물건의 판매나 중개의 위탁을 받은 대리상은 물건의 매수인으로부터 매매목적물의 하자(瑕疵)나 수량 부족에 대한 통지를 직접 받을 권한을 부여 받고 있다(90조). 이것은 그 본인의 영업소가 멀리 떨어져 있는 것이 보통이므로 매수인의 편의와 거래의 신속을 기도한 것이다. 이상의 특칙 이외의 사항에 관하여서는 대리상 계약의 성질이 위임이므로 상법과 민법상의 위임에 관한 규정이 준용된다.

### 중개행위
타인 사이의 법률행위의 중개를 인수하는 행위를 말하고 이것을 영업으로 행하면 상행위가 된다(46조 11호). 중개하는 법률행위의 종류를 묻지 아니하므로 상행위를 중개하는 중개인(93조), 일정한 상인을 위하여 그 영업에 속하는 거래의 중개를 이수하는 중개대리상(87조) 및 위탁자를 위하여 상행위 이외의 법률행위를 인수하는 행위도 중개행위에 포함된다. 따라서 부동산 매매의 알선이나 결혼의 중매와 같은 소위 민사중개(民事仲介)행위도 영업으로 하는 한 상행위가 되고 이러한 중개인도 상인이 된다(46조 11호, 4조). 중개업은 타인 사이의 계약체결을 쉽게 성취시킬뿐더러 그의 전문지식을 활용하여 그 거래에 관한 정보를 제공하고 적절한 조언을 하고 또는 당사자에게 그의 상대방을 알리지 아니하고 투기(投機)를 조장하는 기능이 있다. 중개업은 오늘날 상품 또는 유가증권의 매매나 해상운송 및 보험 등에 많이 이용되고 있다.

### 중개인
타인 사이의 상행위를 중개하는 것을 영업으로 하는 자를 중개인이라 한다. 중개인은 널리 타인간의 상행위를 중개하므로 특정 상인을 위하여 계속적으로 상행위를 중개하는 중개대리상과 다르고 또 상행위를 중개하므로 상행위 이외의 법률행위를 중개하는 민사중개인과도 다르다. 또한 중개를 할 뿐이므로 그가 중개하는 상행위의 당사자가 되는 것이 아닌 바, 이 점에 있어서 자기의 이름으로 위탁자를 위하여 물건을 매매하는 위탁매매인과도 다르다. 중개인은 견품(見品) 보관의무(95조), 계약증서 교부의무(96조), 중개에 관한 장부작성의무(97조), 당사자의 요구가 있는 때에 당사자의 성명·상호의 묵비의무(98조) 및 성명·상호를 묵비한 때의 개입의무(99조) 등의 특정한 의무를 부담한다. 그리고 중개인은 계약증서의 교부·교환 후에 중개료를 청구할 권리를 가지며, 중개료는 특약이 없으면 당사자 쌍방이 균분하여 부담한다(100조 2항).

### 주선행위
자기의 명의(名義)로써 타인의 계산(計算)으로 법률행위를 할 것을 인수하는 행위를 주선 행위라 한다(46조 12호). 주선의 목적인 행위는 위탁자에 대하여 상행위이든 아니든 상관 없고 이 목적에 따라 상법은 위탁매매(110조), 운송주선(114조) 및 준위탁매매(113조)의 3종 주선업에 관하여 규정을 두고 있다. 주선업은 대리상제도와 더불어 국제무역의 진전에 따라 발달한 제도로서 외국이나 또는 원거리간의 거래에 있어서 기업활동의 범위를 확대하여 주는 기능을 발휘한다.

### 위탁매매업
자기의 명의로써 타인의 계산으로 물건 또는 유가증권의 매매를 인수하는 것을 영업으로 하는 것을 위탁매매업(委託賣買業)이라 한다(101조). 즉 위탁자의 계산하에 위탁매매인이 스스로 계약당사자가 되어 물건의 판매와 매수를 하는 것이므로 위탁매매인은 그 행위의 결과인 권리·의무의 주체가 되는 것이나(102조), 그 행위의 경제적 효과는 타인(위탁자)에 귀속한다. 계약당사자가 된다는 점에서 대리인·대리상 및 중개인과 차이가 있다. 위탁매매인과 위탁자 사이에는 '타인을 위하여 법률행위를 할 것을 위탁하고 그것을 인수하는 계약' 즉 주선계약이 체결되므로 이것의 성질은 위임계약(민 680조)이고 따라서 위임에 관한 규정이 적용되나(112조), 상법은 민법상의 일반원칙을 보충하기 위하여 몇 가지 특칙을 두고 있다. 즉 위탁매매인은 위탁받은 매매를 한 때 지체 없이 위탁자에 이를 통지하고 계산서를 제출할 의무를 지고(104조), 거래상대방이 채무를 불이행할 때에는 위탁자에 대하여 위탁매매인이 이를 이행할 이행담보책임(履行擔保責任)을 지게 하고(105조), 위탁자가 매매에 관하여 지시한 사항을 준수할 지정가액준수의무(指定價額遵守義務)가 있고(106조), 위탁매매인의 선량한 관리자로서의 지위로부터 위탁물의 하자가 발견된 때의 하자통지의무가 발생하고(108조), 매수(買受)를 위탁한 자가 상인인 경우 상사매매에 있어서의 매수인이 부담하는 목적물 검사·통지의무, 적물보관·공탁·경매의무 등의 의무를 부담한다(110조). 위탁매매인은 이상의 의무를 부담하는 한편 대리상과 같은 유치권(91조, 111조)·목적물 공탁권·경매권(競賣權)(109조, 67조) 및 개입권(107조)을 갖는다. 위탁매매인은 원래 위탁자를 위하여 주선하는 것을 목적으로 하는 상인이므로 자기 스스로 위탁자에 대하여 이해가 대립하는 매도인 또는 매수인의 지위에 설 수 없는 것이나, 거래소의 시세가 있는 물건의 매매위탁을 받은 때에는(예；증권거래소의 증권거래) 직접 매도인이나 매수인이 될 수 있다. 이 권리를 개입권이라 한다(107조). 이것은 위탁자의 이익을 해치지 아니할뿐더러 위탁의 목적이 신속하게 달성되고 비용과 절차를 경제할 수 있기 때문에 인정된다.

### 준위탁매매업
자기의 명의로써 타인의 계산 하에 판매나 매수 이외의 행위를 영업으로 하는 때 이것을 준 위탁매매업이라 한다(113조). 위탁매매업과 다른 점은 다만 주선(周旋)하는 목적만이 다른 것이므로 상법은 위탁매매에 관한 규정을 준용하도록 하였다. 예컨대 출판·광고의 주선업, 보험계약의 주선업 등이 이에 해당한다.

### 운송계약
당사자의 한 편이 영업으로 물건 또는 여객의 장소적 이전을 약정하고 상대방이 이에 대하여 보수(운임)를 지급할 것을 약정하는 계약을 운송계약이라 한다. 운송계약은 운송이라는 일의 완성을 목적으로 하는 것이므로 도급계약이다. 그러나 상법은 운송에 관한 상세한 규정을 두고 있고 대체로 자족적인 규정이므로 민법상의 도급에 관한 규정이 적용될 여지는 없다. 또 운송계약은 보통 대량거래로서 정형화되고 일반 계약약관에 의한 거래인 부합계약(도급계약)방식을 취한다. 그러므로 국가는 운송업에 관하여 여객의 보호와 그의 공익적 성질을 고려하여 감독을 강화하고, 철도법, 철도운송규정, 궤도사업법·자동차운수사업법 등에 의하여 계약자유를 제한하고 운송조건의 공시의무를 지우고 계약강제의 방향으로 나가고 있다.

### 운송인
육상(陸上)이나 호천(湖川)·항만(港灣)에서 물품이나 여객의 운송을 영업으로 하는 자를 운송인이라 한다. 따라서 해상운송이나 공중운송(항공운송)을 영업으로 하는 자는 상법상 운송인이라 하지 아니한다. 해상운송을 하는 자는 선박소유자 또는 선박임차인(船舶賃借人)이란 명칭을 사용한다. 여기서 호천·항만이란 선박안전법 시행령에 구체적으로 그 범위를 열거하고 있다(평수구역). 또한 운송을 하기 위하여서는 운송목적물의 보관이 필요하므로 목적물을 보관할 수 없는 선박의 예인(曳引)계약은 운송계약이 아니다.

### 수하인
물품운송계약에 있어서 운송물이 목적지에 도착한 때 운송품을 인도(引渡)받을 자로 지정된 자를 말한다. 이는 운송계약의 당사자는 아니나 운송물이 목적지에 도착한 후는 운송계약에 따라 발생하는 수하인의 권리를 얻게 되고(140조), 운송물을 수령(受領)한 때에는 운임 기타 비용을 지급할 의무를 진다(141조), 이와 같이 수하인이 송하인의 권리를 취득하게 되는 근거는 수하인이 수익(受益)의 의사표시를 필요로 하지 아니하는 제3자를 위한 계약이라는 이론이 통설이다. 수하인의 의무에 관하여서는 법이 특히 인정한 효과라고 해석한다. 이 수하인의 권리는 언제나 송하인의 권리의 범위를 초과할 수 없으므로 운송인이 송하인에 대하여 취득한 계약상의 항변(抗辯)으로 운송인은 수하인에 대항할 수 있다.

### 운송장
운송계약에 있어서 송하인이 운송인의 청구에 따라 발행하는 서면으로, 송장(送狀)이라고도 한다. 이것은 운송물의 동일성(同一性)을 판별하거나 운송에 관한 권리·의무를 명백히 하는 데 편리하고 또 순차운송(138조)의 경우에는 제2운송인이 원 운송계약의 내용을 아는 데에도 편리하다. 운송장의 청구여부는 운송인의 권리에 속한다(126조). 운송장에는 운송물의 종류, 중량·용적, 포장의 종류, 개수와 기호, 도착지, 수하인의 성명,·상호, 운임, 운송장 작성지, 연월일을 기재하고 송하인이 기명 날인한다. 이것은 계약서나 유가증권이 아니고 단순한 증거증권(證據證券)이다.

### 화물상환증
물건운송계약에 있어서 운송인이 증권에 기재된 운송물을 수령하였다는 것을 확인하고 목적지에서 증권이 정당한 소지인에게 운송물을 인도할 것을 약정하는 유가증권을 화물상환증이라 한다. 이것은 해상운송에 있어서의 선하증권(船荷證券：B/L)제도를 육상운송에 응용한 것으로 운송중인 화물의 매각(賣却)이나 입질(入質)을 위하여 이용된다. 화물상환증은 송하인의 청구에 따라 운송인에 의하여 발행된다(128조). 화물상환증의 기재사항이 법정되어서(128조 2항) 요식증권(要式證券)이기는 하나 기재사항에 약간의 흠결이 있다 하더라도 화물상환증으로서의 본질에 흠결이 없는 한 유효한 것이다. 또한 이것은 법률상 당연한 지시증권(指示證券)으로서 기명식(記名式)으로 발행한 때에도 배서(背書)에 의하여 양도할 수 있고(130조) 상환증권(相換證券)이므로 이것이 발행된 때에는 증권과 상환하지 아니하고는 운송물의 인도를 청구할 수 없다(129조). 그러나 실물에 있어서는 보증인도(保證引渡)하는 상관습(商慣習)에 따라 화물상환증과 상환하지 아니하고서도 운송물을 인도하여 주는 경우가 많다. 이것은 해상운송의 경우에 많은 것으로, 보증인도를 한 경우 만일 후일에 이 증권의 정당한 소지인이 나타났을 때는 운송인은 채무불이행 또는 불법행위에 기한 손해배상의 책임을 면할 수 없으므로 운송인은 수하인을 위한 은행의 보증을 요구하는 것이 관행이다. 화물상환증은 운송계약에 기한 운송물의 수령을 원인으로 발행되므로 요인증권(要因證券)이기는 하나, 화물상환증을 작성한 때는 운송에 관한 사항은 운송인과 소지인 사이에 있어서는 상환증에 기재된 바에 따르도록 정하고 있으므로(131조) 문언증권(文言證券)성이 강조된다. 또한 화물상환증에 의하여 운송물을 받을 수 있는 자에게 이것을 교부한 때에는 이 증권의 인도는 곧 운송물을 인도한 것과 동일한 효력이 발생한다고 하여(133조) 운송물에 관한 양도(讓渡)·입질(入質) 등의 물권적 처분을 편리하게 하고 있고, 따라서 화물상환증이 작성된 때에는 운송물에 관한 처분은 화물상환증에 의해서만 행할 수 있게 하였다(132조).

### 순차운송
동일한 운송물을 수인(數人)의 운송인이 순차적으로 운송하는 형태를 순차운송이라 한다. 이 순차운송의 형태에는 ① 제1의 운송인이 전구간(全區間)의 운송을 인수하여 그의 전체 또는 일부를 다른 운송인에게 운송케 하는 하수운송(下受運送：下請運送), ② 수인의 운송인이 각각 독립하여 각자 특정구간의 운송을 인수하는 부분운송(部分運送), ③ 수인의 운송인이 공동하여 전구간의 운송을 인수하고 내부관계에 있어서 각자 담당구간을 정하는 동일운송(同一運送), ④ 수인의 운송인이 순차로 운송을 연접(連接)하여 1통의 연접 운송장을 가지고 운송물을 수령 운송하는 공동운송(共同運送：連帶運送)의 네 가지 형태가 있으나 상법상 순차운송은 ④의 공동운송(연대운송)의 경우만을 의미한다. 즉, 수인이 순차로 운송하는 경우에는 각 운송인은 운송물의 멸실(滅失)·훼손(毁損) 또는 연착(延着)에 대하여 연대(連帶)하여 손해배상 책임을 진다(138조 1항). 다만 이 규정은 임의규정(任意規定)이므로 특약에 의하여 자기 구간의 책임만을 부담할 것을 정할 수 있다. 순차운송의 경우 운송인이 다음의 운송인에게 운송물을 인도하고 나면 운임 기타의 채권을 행사할 필요가 있는 때라 하더라도 운송인의 유치권(留置權)을 행사할 수 없으므로 후자는 전자에 갈음하여 그 권리를 행사할 의무를 부담하고 후자가 전자에게 변제한 때에는 전자의 권리를 취득하도록 하였다(117조, 147조).

### 여객운송계약
운송인이 여객 즉 자연인의 운송을 인수하는 계약을 말한다. 이 계약은 낙성(諾成)·불요식(不要式)의 계약이나 보통 승차권(차표)이 발행되므로 승차권의 매매로써 여객운송계약의 성립시기로 본다. 그러나 승차 후에 차표를 사는 때에는 이 계약은 승차와 동시에 성립한다. 승차권은 운송인이 그 소지인을 운송할 때 채무를 표장하는 유가증권이나 운송인이 이것을 개찰(開札：승차를 위한 가위질)하고 난 후에는 그 소지인만을 운송할 채무를 부담할 뿐 양도는 인정되지 아니하므로 단순한 증거증권이 된다. 여객운송인은 선량한 관리자의 주의로써 안전하게 지체없이 여객을 목적지에 운송할 의무를 지고 있다. 그러므로 운송인은 자기 또는 사용인이 운송에 있어서 주의를 태만히 한 것이 아니라는 것을 증명하지 못하면 여객이 운송으로 인하여 받은 손해를 배상할 책임을 면할 수 없다(148조 1항). 이때에 배상액의 범위는 여객이 받은 모든 손해가 포함되나 손해액을 결정함에 있어서는 법원이 피해자와 그 가족의 정상을 참작하여야 한다는 특칙이 있다(148조 2항). 여객운송도 도급계약(都給契約)의 일종이므로 운송인의 운임청구에 대하여 후급(後給)이 원칙이나 실무상 선급운임의 특약에 따라 선급하는 것이 통례이다.

### 수하물
여객운송계약에 있어서 여객이 그 여행에 가지고 가는 물건을 수하물이라 한다. 여객의 수하물에 대한 운송인의 책임은 운송인이 수하물을 인도받은 때와 인도받지 아니한 때가 각각 다르다. 운송인이 인도받은 것, 즉 탁송(託送) 수하물에 관하여서는 이것의 멸실이나 손상이 있는 때 그에 대한 과실(過失)이 운송인이나 그 사용인에게 있음을 여객이 증명하여야 운송인이 순해배상의 책임을 진다(150조).

### 공중접객업
공중이 모여 설비를 이용하기에 적합한 시설을 하고 이것을 이용하게 하는 것을 목적으로 하는 영업을 공중접객업이라 한다(151조). 극장·여관·음식점·목욕탕·이발소 등이 이에 속하다. 이들 영업의 시설에는 다수의 고객이 찾아와서 얼마 동안 머물게 되므로 고객의 소비품을 보호하고 공중접객시설의 신용을 유지할 필요가 있으므로 이들 영업자의 고객 휴대품에 대한 임치책임(任置責任)을 엄격히 규정하고 있다. 즉 공중접객업자는 객으로부터 임치받은 물건의 멸실 또는 훼손에 대하여 그것이 불가항력으로 인한 것임을 증명하지 못하면 손해배상책임을 면할 수 없다(152조 1항). 또 객이 특별히 임치하지 아니한 것이라도 그 시설 안에 휴대한 물건이 영업주나 사용인의 과실로 멸실·훼손된 때에는 손해배상책임이 있다(152조 2항). 그러나 이들 규정은 임의규정이므로 특약에 의하여 그 책임을 경감 또는 면제할 수 있으나 접객업자가 일방적으로 객의 휴대품에 대하여 책임지지 아니할 것임을 게시(揭示)하였다 하더라도 그것은 영업주의 일방적인 의사표시에 불과하고 특약은 아니므로 앞의 책임을 면할 수 없다(152조 3항).

## 같이 보기
- 상업

## 참고 문헌
1. ↑  대법원 2005. 11. 10. 선고 2004다22742 판결 [손해배상(기)] [공2005.12.15.(240),1948]